# شون ذا شيب 2
شون ذا شيب 2 (بالإنجليزية: A Shaun the Sheep Movie: Farmageddon)‏ هو فيلم رسوم متحركة بريطاني من إنتاج شركة آردمان أنيمشنز لعام 2019، وهو فيلم مغامرات وخيال علمي وكوميدي. من إخراج ويل بيشر وريتشارد فيلان ، في بدايته الإخراجية، وهو تكملة مستقلة لفيلم شون ذا شيب (2015) ويستند إلى سلسلة شون ذا شيب، بدوره، استنادًا إلى فيلم عام 1995 حلاقة دقيقة من إنتاج نيك بارك.

## وصلات خارجية
- شون ذا شيب 2 على موقع IMDb (الإنجليزية)
- شون ذا شيب 2 على موقع روتن توميتوز (الإنجليزية)
- شون ذا شيب 2 على موقع نتفليكس (الإنجليزية)
- شون ذا شيب 2 على موقع ألو سيني (الفرنسية)
- شون ذا شيب 2 على موقع فيلمافينيتي (الإسبانية)
- شون ذا شيب 2 على موقع قاعدة بيانات الفيلم (الإنجليزية)
- شون ذا شيب 2 على موقع ليتربوكسد (الإنجليزية)
- شون ذا شيب 2 على موقع كينوبويسك (الروسية)